# Stygobromus intermedia
Stygobromus intermedia is een vlokreeftensoort uit de familie van de Crangonyctidae. De wetenschappelijke naam van de soort is voor het eerst geldig gepubliceerd in 1952 door Dobreanu, Manolache & Puscariu.